# 태정대신
태정대신(일본어: 太政大臣 다이조다이진[*])은 일본의 태정관의 장관이다.
덴지 천황이 가장 아끼던 아들인 오토모 황자(고분 천황)는 아버지의 통치 기간에 처음으로 태정대신에 임명되었다. 689년의 아스카기요미하라 령으로 중앙 정부를 구성하는 세 명의 장관인 태정대신, 좌대신, 우대신이 처음 생겨나게 되었다. 이들의 지위는 702년의 다이호 율령으로 확고해졌다.
태정대신은 태정관을 총괄하였고 좌대신, 우대신 및 4명의 대납언, 3명의 소납언을 포함한 국가의 관리들을 다스렸다.
후지와라씨가 섭정이 되면서 공식적인 조정 관청들은 힘을 잃어갔다. 10세기 무렵에 태정대신은 후지와라 씨에 눌려 제대로 된 권한을 행사하지 못했다. 비록 태정대신의 관직은 1885년까지 지속되었지만 12세기 무렵에 조정이 힘을 잃고 후지와라 씨가 좌대신이나 우대신이 되어 권력을 장악하면서 종종 공석이 되기도 했다.
태정대신은 메이지 유신하에서 1871년에 산조 사네토미를 임명하면서 잠시 부활되었으나 1885년에 완전히 폐지되었다.

## 같이 보기
- 공경
- 섭관
- 공가
- 일본 궁내청